# Hamataliwa cavata
Hamataliwa cavata là một loài nhện trong họ Oxyopidae.
Loài này thuộc chi Hamataliwa. Hamataliwa cavata được Otto Kraus miêu tả năm 1955.